# Dampfiella sepilok
Dampfiella sepilok är en kvalsterart som beskrevs av Sandór Mahunka 2000. Dampfiella sepilok ingår i släktet Dampfiella och familjen Dampfiellidae. Inga underarter finns listade i Catalogue of Life.